# Дом-Ламмерсдорф
Дом-Ламмерсдорф (нім. Dohm-Lammersdorf) — громада в Німеччині, розташована в землі Рейнланд-Пфальц. Входить до складу району Вульканайфель. Складова частина об'єднання громад Гіллесгайм.
Площа — 4,54 км2. Населення становить 190 ос. (станом на 31 грудня 2020).

## Галерея

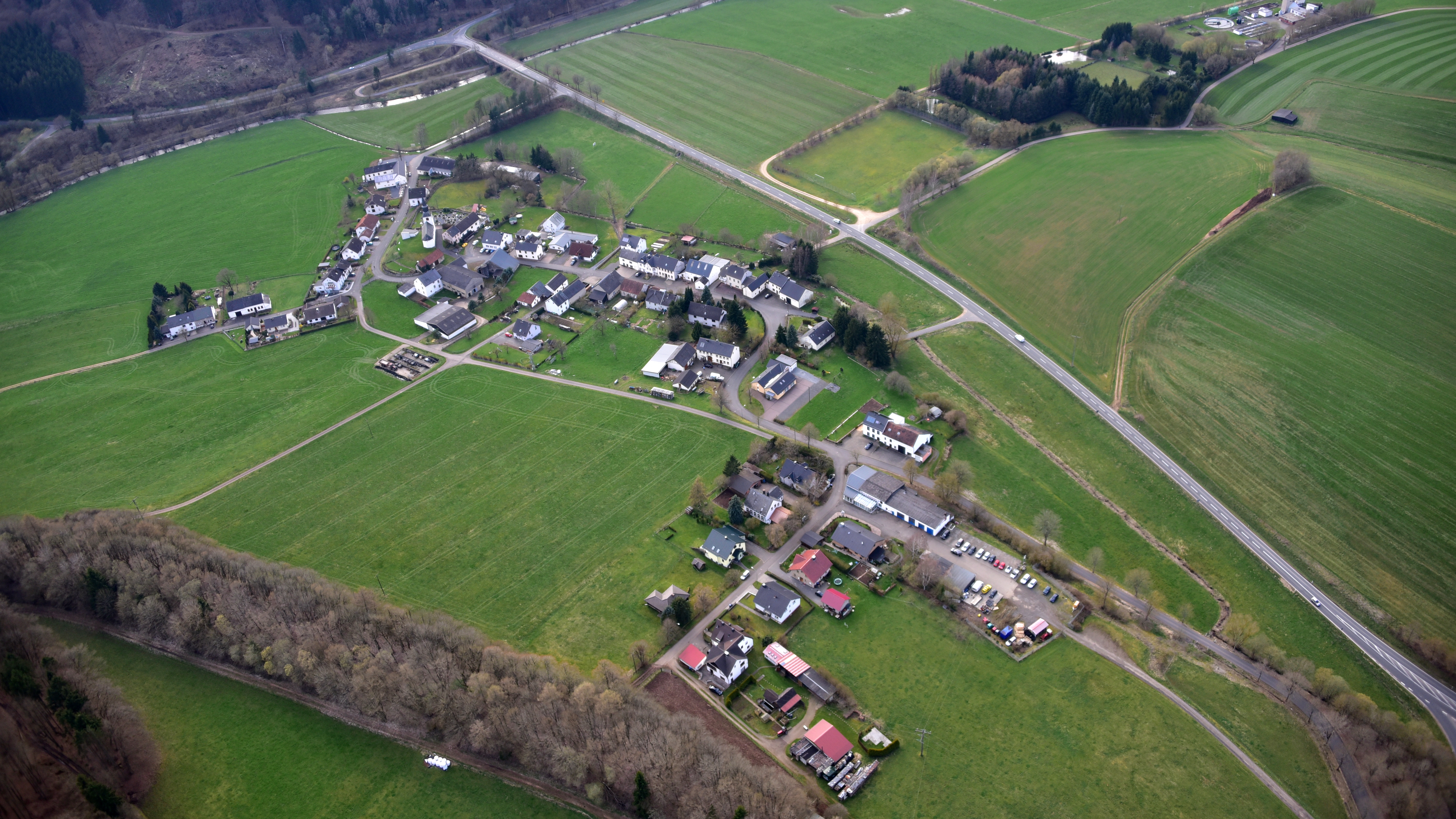